# 도쿄도 제1구
도쿄도 제1구(일본어: 東京都第1区, とうきょうとだい1く)는 일본의 중의원 선거구이다. 1994년 공직선거법으로 신설되었다.
도쿄도의 중심지로 일본의 수도의 기능을 대부분 가지고 있는 지역이며, 도쿄 도청이 이곳에 있는 등 일본 정치의 중심지이기도 하다.

## 지역
- 지요다구
- 미나토구의 일부
- 신주쿠구의 일부

2017년 선거구 개편으로 미나토 구 일부는 제2구, 신주쿠 구 일부는 제10구에 편입되었다.

## 역사
1964년 중선거구제를 실시했던 공직선거법을 개정할 당시, 도쿄도 제1구를 분할하여 설치하였던 선거구와 완전히 동일한 지역이다 (나머지 제1구 지역에 해당하는 주오구, 분쿄구, 다이토구는 제8구가 되었다). 중선거구 시절 의원수는 분할 전에는 3석, 분할 후에는 4석이었다.
1996년 이후로는 요사노 가오루 (자민당)과 가이에다 반리 (민주당)이 치열한 접전을 벌여왔다. 두 후보의 득표차만 따지면 2000년 총선에서는 2500여표, 2003년 총선에서는 1500여표에 불과한 대접전이었다. 2005년 이후의 선거에서도 1만여표 정도의 대격전이 되고 있으며, 총 여섯 번의 선거에서 자민당은 3번, 민주당도 3번 승리하였다. 1996년에는 가이에다 반리가, 2000년과 2003년에는 요사노 가오루가 비례부활로 당선되었다. 2003년 총선에서는 연속 입후보한 마타요시 미쓰오 (세계경제공동체당)은 과격한 선거공보와 포스터로 주목받기도 했다. 2009년 총선에서는 극소수후보가 더욱 난립해 총 후보자수는 9명이 되었다.
2011년 1월 14일에 출범한 간 나오토 개조내각에서는 민주당의 가이에다 의원이 경제산업대신에, 자민당에서 일어나라 일본을 창당했다 전날 탈당한 요사노 가오루 의원이 가이에다 의원에 이어 경제재정정책담당대신에 임명되었다. 이에 따라 같은 선거구에서 매 총선마다 혈투를 벌여온 두 사람이 동시에 내각에 들어가게 되었다. 선거구와 비례대표로 진행되는 현행 선거제도에서 동일 선거구의 소선거구 당선자와 비례 부활 당선자가 일제히 내각에 들어가는 것은 이번이 처음이었다.
2012년 총선에서는 은퇴한 요사노 의원의 뒤를 이어 자민당의 신인 야마다 미키가 가이에다 의원을 1,134의 근소차로 이기고 초선의원으로 당선되었다. 다음 총선인 2014년 총선에서도 야마다 의원이 가이에다 의원을 누르고 재선에 성공하였으며, 가이에다 의원은 비례부활에도 이르지 못한 채 그대로 의석을 잃게 되었다. 야당 당수가 의석을 잃게 된 것은 1948년 제24회 일본 중의원 의원 총선거의 가타야마 데쓰 (일본사회당) 이후 65년 만이다.

## 역대 의원
| 선거          | 정당 | 정당       | 의원          |
| ------------- | ---- | ---------- | ------------- |
| 1996년 제41회 |      | 자유민주당 | 요사노 가오루 |
| 2000년 제42회 |      | 민주당     | 가이에다 반리 |
| 2003년 제43회 |      | 민주당     | 가이에다 반리 |
| 2005년 제41회 |      | 자유민주당 | 요사노 가오루 |
| 2009년 제45회 |      | 민주당     | 가이에다 반리 |
| 2012년 제46회 |      | 자유민주당 | 야마다 미키   |
| 2014년 제47회 |      | 자유민주당 | 야마다 미키   |
| 2017년 제48회 |      | 입헌민주당 | 가이에다 반리 |
| 2021년 제49회 |      | 자유민주당 | 야마다 미키   |
| 2024년 제50회 |      | 입헌민주당 | 가이에다 반리 |

## 역대 선거 결과

### 1996년 (제41회)
|  | 39.19% |

|  | 30.39% |

|  | 17.33% |

|  | 13.09% |

### 2000년 (제42회)
|  | 41.25% |

|  | 40.09% |

|  | 16.17% |

|  | 1.38% |

|  | 1.10% |

### 2003년 (제43회)
|  | 44.60% |

|  | 43.99% |

|  | 8.75% |

|  | 2.36% |

|  | 0.30% |

### 2005년 (제44회)
|  | 54.58% |

|  | 36.92% |

|  | 7.94% |

|  | 0.57% |

### 2009년 (제45회)
|  | 47.43% |

|  | 43.51% |

|  | 6.45% |

|  | 0.91% |

|  | 0.47% |

|  | 0.43% |

|  | 0.33% |

|  | 0.24% |

|  | 0.22% |

### 2012년 (제46회)
|  | 29.31% |

|  | 28.91% |

|  | 17.19% |

|  | 11.28% |

|  | 6.71% |

|  | 5.32% |

|  | 0.71% |

|  | 0.36% |

|  | 0.22% |

### 2014년 (제47회)
|  | 42.66% |

|  | 35.57% |

|  | 13.09% |

|  | 7.23% |

|  | 0.88% |

|  | 0.56% |

### 2017년 (제48회)
|  | 40.69% |

|  | 39.41% |

|  | 17.07% |

|  | 1.61% |

|  | 0.66% |

|  | 0.55% |

### 2021년 (제49회)
|  | 39.01% |

|  | 35.43% |

|  | 23.70% |

|  | 1.86% |

### 2024년 (제50회)
|  | 32.01% |

|  | 30.92% |

|  | 16.29% |

|  | 6.88% |

|  | 6.68% |

|  | 5.98% |

|  | 0.53% |

|  | 0.40% |

|  | 0.30% |

## 같이 보기
- 도쿄도 선거구